# Kanpyō
Kanpyō (かんぴょう ou 干瓢), parfois romanisé et prononcé kampyō, sont des lamelles séchées de calebasse (Lagenaria siceraria var. hispida), un type de cucurbitacée. Le kanpyō est un ingrédient traditionnel de la cuisine japonaise Edo. Le kanpyō, une fois cuisiné et aromatisé, est utilisé de manière courante dans les makizushi de taille futo (futomaki). Le Kanpyo était à l'origine cultivé dans la région d'Osaka, mais c'est aussi maintenant une spécialité de la préfecture de Tochigi.

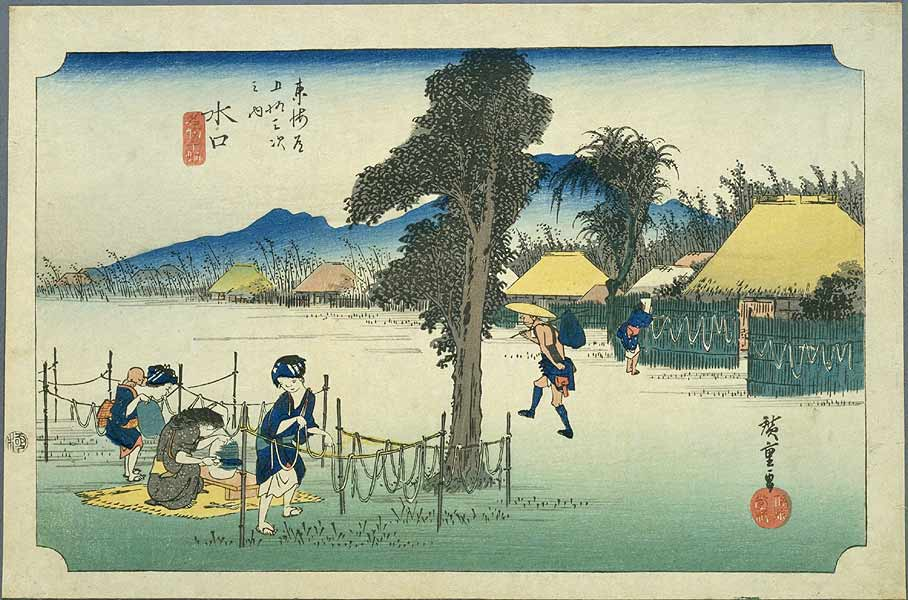
Hiroshige

La calebasse est récoltée entre fin juillet et septembre. La chair blanche de celle-ci est découpée en lamelles fines de 3 cm de large et 3 mm d'épaisseur, puis séchée au soleil ou déshydratée.